# Лойпольдсгрюн
Лойпольдсгрюн (нем. Leupoldsgrün) — община в Германии, в Республике Бавария.
Подчиняется административному округу Верхняя Франкония. Входит в состав района Хоф. Население составляет 1288 человек (на 31 декабря 2010 года). Занимает площадь 10,26 км². Местные регистрационные номера транспортных средств (коды автомобильных номеров) (нем. Kraftfahrzeugkennzeichen) — BA.
Община подразделяется на 6 сельских округов.

## Население
По оценке на 31 декабря 2015 года население общины составляет 1189 человек.
| Дата      | 1840 | 1871 | 1900 | 1925 | 1939 | 1950 | 1961 | 1970 | 1987 | 2011 |
| --------- | ---- | ---- | ---- | ---- | ---- | ---- | ---- | ---- | ---- | ---- |
| Население | 1278 | 1465 | 1241 | 1165 | 1083 | 1333 | 1332 | 1376 | 1387 | 1262 |

| Год       | 1960 | 1970 | 1980 | 1990 | 2000 | 2009 | 2010 | 2011 | 2012 | 2013 | 2014 | 2015 |
| --------- | ---- | ---- | ---- | ---- | ---- | ---- | ---- | ---- | ---- | ---- | ---- | ---- |
| Население | 1329 | 1411 | 1363 | 1371 | 1418 | 1317 | 1288 | 1261 | 1251 | 1231 | 1218 | 1189 |